# Aner Shalev
Aner Shalev (24 de janeiro de 1958) é um matemático israelense, professor do Instituto Einstein de Matemática da Universidade Hebraica de Jerusalém.

## Biografia
Shalev nasceu no Kibutz Kinneret e cresceu em Beit Berl. Foi para Jerusalém com 18 anos de idade para estudar matemática e filosofia na Universidade Hebraica de Jerusalém.
Shalev obteve um Ph.D. em matemática na Universidade Hebraica de Jerusalém em 1989, orientado por Shimshon Amitsur e Avinoam Mann.
Shalev fez o pós-doutorado na Universidade de Oxford e na Universidade de Londres, retornando a Israel em 1992, tornando-se senior lecturer da Universidade Hebraica de Jerusalém, apontado professor pleno em 1996.
Foi palestrante convidado do Congresso Internacional de Matemáticos em Berlim (1998).

## Publicações selecionadas
- Shalev, Aner (1994). «The structure of finite p-groups: Effective proof of the coclass conjectures». Inventiones Mathematicae. 115: 315–345. doi:10.1007/BF01231763
- Liebeck, Martin W; Shalev, Aner (1996). «Classical Groups, Probabilistic Methods, and the (2, 3)-Generation Problem». Annals of Mathematics. 144 (1): 77–125. JSTOR 2118584. doi:10.2307/2118584
- Liebeck, Martin W; Shalev, Aner (2001). «Diameters of Finite Simple Groups: Sharp Bounds and Applications». Annals of Mathematics. 154 (2): 383–406. JSTOR 3062101. doi:10.2307/3062101
- Shalev, A. (abril de 2001). «Asymptotic Group Theory» (PDF). Notices of the American Mathematical Society. 48: 383–389
- Liebeck, Martin W.; Shalev, Aner (2005). «Fuchsian groups, finite simple groups, and representation varieties» (PDF). Inventiones Mathematicae. 159: 317–376. doi:10.1007/s00222-004-0390-3
- Larsen, M.; Shalev, A. (2008). «Characters of symmetric groups: sharp bounds and applications» (PDF). Inventiones Mathematicae. 174 (3): 645–687. doi:10.1007/s00222-008-0145-7. Consultado em 6 de maio de 2012. Cópia arquivada (PDF) em 16 de julho de 2012
- Larsen, M.; Shalev, A. (2009). «Word maps and Waring type problems» (PDF). Journal of the American Mathematical Society. 22: 437–466. doi:10.1090/s0894-0347-08-00615-2
- Shalev, A. (2009). «Word maps, conjugacy classes, and a non-commutative Waring-type theorem». Annals of Mathematics. 170 (3): 1383–1416. MR 2600876. Zbl 1203.20013. doi:10.4007/annals.2009.170.1383